# 齊博家族

齊博家族徽章

齊博家族，是一個義大利貴族世家。家族較著名的成員是教宗英諾森八世及其孫子羅倫佐·齊博，羅倫佐透過與馬薩與卡拉拉公國的女繼承人瑞琪阿爾達·馬拉斯皮納的婚姻，創立了齊博-馬拉斯皮納分支（Cybo-Malaspina），成為馬薩與卡拉拉的統治者。

## 家族歷史
家族起源於希臘， 第一個已知的家族成員名為埃多阿爾多（Edoardo），他大約活躍於西元385年左右，第一位遷到義大利生活的成員是朱利奧（Giulio），他約於580年抵達義大利，齊博家族的弗朗切斯科（Francesco）於十世紀在熱那亞定居，另一位成員托瑪索（Tomaso）則遷至那不勒斯定居，他是那不勒斯貴族托馬切利家族（教宗博義九世來自此家族）的始祖。
1484年8月29日，齊博家族的喬凡尼·巴提斯塔·齊博（Giovanni Battista Cybo）當選羅馬教宗，尊號英諾森八世，甫上任他便任命自己的私生子弗朗切斯凱托·齊博為費倫蒂洛伯爵，並利用裙帶關係，大大增加了齊博家族的威望。
弗朗切斯凱托娶了羅倫佐·德·美第奇的女兒瑪達萊娜·迪·羅倫佐·德·美第奇，他們的長子英諾琴佐·齊博是一名樞機，次子羅倫佐·齊博娶了馬薩與卡拉拉公國的女繼承人里洽爾達·馬拉斯皮納，透過這段婚姻，兩個家族結合成齊博-馬拉斯皮納家族（Cybo-Malaspina）並統治馬薩與卡拉拉直到1790年。
齊博家族於1528年加入了熱那亞貴族聯盟阿爾貝爾戈。家族藉由與義大利名門貴族如美第奇家族、德拉·羅維雷家族、貢扎加家族、潘菲利家族、皮科·德拉·米蘭多拉家族（Pico della Mirandola）及埃斯特家族的聯姻來鞏固自身的權勢。